# Desmond Bane
Desmond Michael Bane (* 25. Juni 1998 in Richmond, Indiana) ist ein US-amerikanischer Basketballspieler, der seit 2025 bei den Orlando Magic in der National Basketball Association (NBA) unter Vertrag steht. 

## Laufbahn
Bane wuchs bei seinen Urgroßeltern auf. Sein Vater stammt aus Nigeria. Als Jugendlicher war Bane ein begabter Baseballspieler, ehe er sich ganz dem Basketballsport widmete. Als Jugendlicher spielte er an der Seton Catholic High School in Richmond (Bundesstaat Indiana). In der Saison 2015/16 erzielte Bane für die Schülermannschaft 30 Punkte und 11,5 Rebounds im Schnitt.
Zwischen 2016 und 2020 war er Mitglied der Basketballmannschaft der Texas Christian University (TCU). Bane studierte dort Erziehungswissenschaft und Jugendpflege. Er steigerte einige der wichtigen statistischen Werte von Spieljahr zu Spieljahr: Seine mittlere Punktausbeute entwickelte sich von 7,1 Punkten (2016/17) auf 16,6 pro Begegnung (2019/20). Er zeichnete sich in der Saison 2019/20 als bester Korbschütze, bester Vorlagengeber und zweitbester Rebounder TCUs aus. Zu seinen Stärken zählen der Ferndistanzwurf, seine einsatzreiche Spielweise, sein kräftiger Körperbau und sein hohes Spielverständnis. Mit 249 getroffenen Dreipunktwürfen setzte er sich an die Spitze der ewigen TCU-Bestenliste.
Bane galt beim Draftverfahren der NBA im November 2020 als ein Anwärter auf einen Platz unter den ersten 25 Spielern, wurde letztlich aber als 30. Spieler ausgesucht und einer zuvor getroffenen Vereinbarung entsprechend unverzüglich von den Boston Celtics an die Memphis Grizzlies weitergereicht.
Er spielte bis 2025 für Memphis. In den Spieljahren 2022/23 und 2023/24 erzielte er in den NBA-Hauptrunden jeweils Mittelwerte von mehr als 20 Punkten je Begegnung. Im Juni 2025 vereinbarte die Mannschaft ein Tauschgeschäft mit den Orlando Magic, in dessen Rahmen Bane zu den Floridianern wechselte.

## Karriere-Statistiken

### NBA

#### Hauptrunde
| Saison  | Team    | GP  | GS  | MPG  | FG % | 3P % | FT % | RPG | APG | SPG | BPG | PPG  |
| ------- | ------- | --- | --- | ---- | ---- | ---- | ---- | --- | --- | --- | --- | ---- |
| 2020–21 | Memphis | 68  | 17  | 22.3 | .469 | .432 | .816 | 3.1 | 1.7 | 0.6 | 0.2 | 9.2  |
| 2021–22 | Memphis | 76  | 76  | 29.0 | .456 | .435 | .903 | 4.4 | 3.6 | 1.2 | 0.4 | 18.4 |
| 2022–23 | Memphis | 58  | 58  | 31.7 | .479 | .408 | .883 | 5.0 | 4.4 | 1.0 | 0.4 | 21.5 |
| 2023–24 | Memphis | 42  | 42  | 34.4 | .464 | .381 | .870 | 4.4 | 5.5 | 1.0 | 0.5 | 23.7 |
| Gesamt  | Gesamt  | 244 | 193 | 29.0 | .468 | .415 | .879 | 4.2 | 3.3 | 1.0 | 0.4 | 17.4 |

#### Play-offs
| Saison  | Team    | GP | GS | MPG  | FG % | 3P % | FT % | RPG | APG | SPG | BPG | PPG  |
| ------- | ------- | -- | -- | ---- | ---- | ---- | ---- | --- | --- | --- | --- | ---- |
| 2020–21 | Memphis | 5  | 0  | 19.8 | .579 | .500 | .000 | 3.4 | 2.0 | 0.8 | 0.4 | 5.6  |
| 2021–22 | Memphis | 12 | 12 | 35.6 | .478 | .489 | .857 | 3.8 | 2.2 | 0.9 | 0.8 | 18.8 |
| 2022–23 | Memphis | 6  | 6  | 38.6 | .422 | .320 | .931 | 6.0 | 3.2 | 0.5 | 0.0 | 23.5 |
| Gesamt  | Gesamt  | 23 | 18 | 33.0 | .463 | .433 | .891 | 4.3 | 2.4 | 0.8 | 0.5 | 17.1 |